# La Unión, Magdalena Yodocono de Porfirio Díaz
La Unión är en ort i Mexiko.   Den ligger i kommunen Magdalena Yodocono de Porfirio Díaz och delstaten Oaxaca, i den sydöstra delen av landet, 290 km sydost om huvudstaden Mexico City. La Unión ligger 2 369 meter över havet och antalet invånare är 208.
Terrängen runt La Unión är huvudsakligen kuperad, men söderut är den bergig. Runt La Unión är det glesbefolkat, med 10 invånare per kvadratkilometer. Närmaste större samhälle är Asunción Nochixtlán, 18,9 km nordost om La Unión. Trakten runt La Unión består i huvudsak av gräsmarker.